# Bava Kama
Bava Kama (en hebreu: בבא קמא) és el primer tractat de l'ordre Nezikín de la Mixnà i el Talmud. Originalment va ser la primera part del tractat Nezikín dedicada al dret civil rabínic, i cobreix els diversos aspectes de la responsabilitat legal i la indemnització.

## Estructura del tractat

### Introducció
El tractat desenvolupa en els primers sis capítols els aspectes generals i les ordres específiques de la responsabilitat legal sense intenció criminal prèvia. La Torà té tres categories de danys (Nezikín) que requereixen una compensació pel dany causat a altres persones o als seus béns: el bou, el pou (Èxode 21.33-34) i el foc (Èxode 22:5), els danys causats pel bou són de tres tipus: la banya (Èxode 21.28-30), la dent, i la cama (Èxode 22:4). La Torà també distingeix entre el bou innocent, que no hi havia fet mal prèviament a cap home o animal, i el bou amonestat, l'amo del qual ha estat informat de la perillositat de l'animal (Èxode 21.35-36), en el segon cas, l'amo ha de pagar per la totalitat dels danys causats, mentre que en el primer, l'amo del animal és responsable de pagar només la meitat d'aquesta suma. El tractat parla sobre els danys criminals, ja sigui per robatori o per violència.

### Parts del tractat
La Mixnà té tres tipus de danys (Nezikín): el bou, el pou, i el foc. Cadascun d'aquests danys, compleix amb una legislació específica, tots tenen en comú una tendència natural al dany i, per tant, han de ser vigilats de prop, sota pena de reemborsament amb els millors béns immobles.
El bou es refereix al danys causats pel pas del bestiar, i el dany causat per les seves dents, per exemple, a degut al consum indegut d'aliments al camp del veí.
El pou significa que quan un home cava un clot i no el cobreix adequadament, i a degut a això, un animal de granja cau en el clot, l'animal pot ser un ruc o un bou, l'amo del clot ha de pagar una compensació pel valor de l'animal a l'amo del bou, però pot quedar-se amb el cadàver de l'animal.
Els reemborsaments per danys han d'efectuar-se en condicions precises; als tribunals de justicía, en presència de testimonis confiables, i segons criteris de localització, naturalesa dels danys, tipus de béns danyats, etc.